# (4835) Asaeus
(4835) Asaeus ist ein Asteroid aus der Gruppe der Jupiter-Trojaner. Damit werden Asteroiden bezeichnet, die auf den Lagrange-Punkten auf der Bahn des Jupiter um die Sonne laufen. (4835) Asaeus wurde am 29. Januar 1989 von den japanischen Astronomen Masayuki Iwamoto und Toshimasa Furuta entdeckt. Er ist dem Lagrangepunkt L4 zugeordnet.